# Братиславська (станція метро, Москва)
«Братисла́вська» (рос. Братиславская) — 159-та станція Московського метрополітену Люблінсько-Дмитровської лінії, розташована між станціями «Мар'їно» і «Любліно».
Відкрита 25 грудня 1996 у складі черги «Волзька» — «Мар'їно». Розташована у районі Мар'їно, названа за однойменною вулицею у Москві.

## Технічна характеристика
Конструкція станції — колонна двопрогінна мілкого закладення (глибина закладення — 8 м).

## Колійний розвиток
Станція без колійного розвитку

## Оздоблення
Оздоблення станції також на честь російсько-словацької дружби, на торцях склепінь поміщені ліпні медальйони із зображеннями фортеці Девін і Братиславського замку. По центру платформи розташовані колони. Колійні стіни вкриті світло-блакитним мармуром. Підлога викладена чорно-білим мармуром і стилізовано під шаховий візерунок. Освітлюється станція світоводами, розташованими у двостулкових чашах перекриття склепінь.

## Вестибюлі й пересадки
Станція має два вестибюлі. Виходи в місто: через східний вестибюль — на Братиславську вулицю, через західний — на вулицю Перерва і М'ячковський бульвар.
Підземні вестибюлі з'єднані з переходами під вулицею Перерва поблизу її перетину з М'ячковським бульваром. Виходи з підземних переходів закриті залізобетонними павільйонами. Колійні стіни станції покриті сіро-блакитним хвилястим мармуром (цокольна частина — чорним гранітом). Підлога викладена світлим і темним гранітом. Один ряд колон по осі залу ділить станцію на дві частини, водночас зберігається свобода переміщення по всій платформі. У центрі залу колон нема — це простір залишено для спорудження перспективної пересадки на Друге кільце метрополітену.

### Пересадки
- Автобуси: 30, 112, 112э, 350, 448, 541, 625, 657, 658, с710, 713, 749, 762, 853, 957, н5